# Campeonato Europeu de Atletismo em Pista Coberta de 1986
O 17º Campeonato Europeu de Atletismo em Pista Coberta foi realizado no Palacio de los Deportes de Madrid, Espanha, nos dias 22 e 23 de fevereiro de 1986. Do programa fizeram parte 22 provas, 12 masculinas e 10 femininas. A Alemanha Oriental foi o país que ganhou mais títulos e que obteve maior número de medalhas nesta edição.
Ao classificar-se em terceiro lugar na prova masculina de 3000 metros, João Campos alcançou a primeira medalha portuguesa nos Campeonatos Europeus de Pista Coberta.

## Medalhistas
Masculino
| Evento               | Ouro                   | Ouro       | Prata                   | Prata   | Bronze                           | Bronze  |
| 60 m                 | BEL Ronald Desruelles  | 6.61       | GDR Steffen Bringmann   | 6.64    | FRA Bruno Marie-Rose             | 6.65    |
| 200 m                | GBR Linford Christie   | 21.10      | URS Aleksandr Yevgenyev | 21.18   | URS Nikolay Razgonov             | 21.48   |
| 400 m                | GDR Thomas Schönlebe   | 46.98      | ESP José Alonso         | 47.12   | GDR Mathias Schersing            | 47.59   |
| 800 m                | FRG Peter Braun        | 1:48.96    | ESP Colomán Trabado     | 1:49.12 | FRA Thierry Tonnelier            | 1:49.51 |
| 1500 m               | ESP José Luis González | 3:44.55    | ESP José Luis Carreira  | 3:45.07 | NED Han Kulker                   | 3:46.46 |
| 3000 m               | AUT Dietmar Millonig   | 7:59.08    | ITA Stefano Mei         | 7:59.12 | POR João Campos                  | 7:59.15 |
| 60 m barreiras       | ESP Javier Moracho     | 7.67       | ITA Daniele Fontecchio  | 7.70    | GDR Holger Pohland               | 7.71    |
| salto em altura      | FRG Dietmar Mögenburg  | 2,34       | FRG Carlo Thränhardt    | 2,31    | BEL Eddy Annys GBR Geoff Parsons | 2,28    |
| salto com vara       | BUL Atanas Tarev       | 5,70       | POL Marian Kolasa       | 5,70    | FRA Philippe Collet              | 5,65    |
| salto em comprimento | URS Robert Emmiyan     | 8,32 (CR)  | HUN László Szalma       | 8,24    | TCH Jan Leitner                  | 8,17    |
| triplo salto         | URS Māris Bružiks      | 17,54 (CR) | URS Aleksandr Plekhanov | 17,21   | HUN Béla Bakosi                  | 16,93   |
| lançamento do peso   | SUI Werner Günthör     | 21,51      | URS Sergey Smirnov      | 20,36   | ITA Marco Montelatici            | 20,11   |

Feminino
| Evento               | Ouro                   | Ouro      | Prata               | Prata   | Bronze                  | Bronze  |
| 60 m                 | NED Nelli Cooman       | 7.00 (CR) | GDR Marlies Göhr    | 7.08    | GDR Silke Gladisch      | 7.14    |
| 200 m                | GDR Marita Koch        | 22.58     | POL Ewa Kasprzyk    | 22.96   | GDR Kirsten Emmelmann   | 23.28   |
| 400 m                | GDR Sabine Busch       | 51.40     | GDR Petra Müller    | 51.59   | SWE Ann-Louise Skoglund | 52.40   |
| 800 m                | GDR Sigrun Wodars      | 1:59.89   | ROU Cristeana Matei | 2:01.54 | YUG Slobodanka Colović  | 2:03.28 |
| 1500 m               | URS Svetlana Kitova    | 4:14.25   | URS Tatyana Lebonda | 4:14.29 | ROU Mitica Junghiatu    | 4:15.00 |
| 3000 m               | GDR Ines Bibernell     | 8:52.52   | GBR Yvonne Murray   | 9:01.31 | URS Regina Cistiakova   | 9:01.72 |
| 60 m barreiras       | GDR Cornelia Oschkenat | 7.79      | FRA Anne Piquereau  | 7.89    | GDR Kerstin Knabe       | 7.90    |
| salto em altura      | GDR Andrea Bienias     | 1,97      | GDR Gabriele Günz   | 1,94    | URS Larisa Kositsyna    | 1,94    |
| salto em comprimento | GDR Heike Drechsler    | 7,18 (CR) | GDR Helga Radtke    | 6,94    | URS Yelena Kokonova     | 6,90    |
| lançamento do peso   | FRG Claudia Losch      | 20,48     | GDR Heidi Krieger   | 20,21   | ROU Mihaela Loghin      | 19,07   |

## Quadro de medalhas
| Ordem | País               | Medalha de ouro | Medalha de prata | Medalha de bronze | Total |
| ----- | ------------------ | --------------- | ---------------- | ----------------- | ----- |
| 1     | Alemanha Oriental  | 8               | 6                | 5                 | 19    |
| 2     | União Soviética    | 3               | 4                | 4                 | 11    |
| 3     | Alemanha Ocidental | 3               | 1                | 0                 | 4     |
| 4     | Espanha            | 2               | 3                | 0                 | 5     |
| 5     | Reino Unido        | 1               | 1                | 1                 | 3     |
| 6     | Bélgica            | 1               | 0                | 1                 | 2     |
| 6     | Países Baixos      | 1               | 0                | 1                 | 2     |
| 8     | Áustria            | 1               | 0                | 0                 | 1     |
| 8     | Bulgária           | 1               | 0                | 0                 | 1     |
| 8     | Suíça              | 1               | 0                | 0                 | 1     |
| 11    | Itália             | 0               | 2                | 1                 | 3     |
| 12    | Polónia            | 0               | 2                | 0                 | 2     |
| 13    | França             | 0               | 1                | 3                 | 4     |
| 14    | Roménia            | 0               | 1                | 2                 | 3     |
| 15    | Hungria            | 0               | 1                | 1                 | 2     |
| 16    | Portugal           | 0               | 0                | 1                 | 1     |
| 16    | Suécia             | 0               | 0                | 1                 | 1     |
| 16    | Tchecoslováquia    | 0               | 0                | 1                 | 1     |
| 16    | Iugoslávia         | 0               | 0                | 1                 | 1     |